# Али Насир
Али Насир (тал., азерб. Əli Nasir; 1 мая 1955 года, Ленкорань, Азербайджанская ССР, СССР — 1 февраля 2017 года, Баку, Азербайджанская Республика) — талышский поэт, писатель, публицист, политический и общественный деятель. Создавал поэзию на талышском, азербайджанском, русском и лезгинском языках.

## Биография
Насиров Али Гурбанали оглы родился 1 мая 1955 года, в городе Ленкорани, Азербайджанской ССР. Род Али Насира происходит из высокогорного селения Кусакон, Лерикского района, Азербайджана. Его отец Гурбанали был участником Великой Отечественной войны, а мать Хаваниса домохозяйкой. В 1962—1972 годах получал среднее образование в школе № 5 города Ленкорани.
Был зачислен в Бакинский нефтяной техникум, но был отчислен из-за одного случая. Его друг художник Вагиф в общежитии рисует на простыне рисунок Лейли и Меджнун, а Али приписывает снизу отрывок стихотворения писателя Физули. На это гневается комендант общежития и из-за этого проступка его исключают из техникума. После отучился в автошколе и отслужил в армии.

### Творческая деятельность
С 1966 года в возрасте 11 лет он начал свой поэтический путь с детских стихотворений. С 1975 года работал в различных организациях в Баку и Ленкорани. С 1982 года является членом союза писателей Азербайджана. В 1983 году он пытался поступить в Бакинский государственный университет, но не сдал экзамены.
В 1988 году решением конференции Ленкоранского народного фронта была создана газета «Elin Səsi» («Голос Народа») и руководство этой газетой поручается Али Насиру, позже 11 января 1990 года за особые заслуги в работе, ему вручают печать газеты.
В 1989 году в Ленкорани в «Доме интеллектуалов» впервые Али Насир организовал вечер талышской поэзии. Али проводит данный вечер вместе с членами союза «Авеста». В культурно-просветительской организации «Авеста» занимались сбором материалов касающихся талышской истории, культуры, литературы, фольклора. На одном из таких вечеров приняли участие такие талышские поэты, как Тофиг Ильхом, Ханали Толыш и другие. Под руководством Али Насира при Художественной школе Ленкорани организуется «Молодежное объединение» и в этом объединении тоже проводятся поэтические вечера. Проводимые поэтические вечера Али Насир начинал со своих стихотворений.
В 1988—1989 годах в Ленкорани Али Насир начал принимать активное участие в мероприятиях литературного собрания поэтов-арузов «Фовджул Фусаха». В 1990-х годах в сатирической газете «Çeşmə» («Родник») публикуются карикатуры и сатирические стихи поэта.
17 ноября 1989 года марш «Ey Ana Vətən» («О Родина-мать») написанный Али Насиром был исполнен им на площади «Azadlıq» («Свобода») в Ленкорани и после этот марш стал постоянным гимном тех лет, был заучен многими людьми и поднял сотни тысяч человек в борьбе против советской власти.

### Период после перестройки
В годы перестройки он участвовал в Ленкоранском народном фронте, позднее вошедшем в Народный фронт Азербайджана, одним из основателей которого был ленкоранский автоинженер, позднее полковник азербайджанской армии Альакрам Гумматов. По инициативе Гумматова и Али Насира в программу Ленкоранского отделения Народного фронта в 1989 году было включено положение о создании автономии в талышских районах.
Во время январских событий 1990 года, Али Насира арестовывают и помещают в Лефортовскую тюрьму на два месяца за борьбу против советской власти, и даже оттуда он отправлял материалы в газету. Али Насир принял активнейшее участие в деле национально-освободительной борьбы в Азербайджанской Республике. Публиковал свои статьи в газете «Çeşmə» («Родник») под псевдонимом «İnqə bəy». После освобождения Али Насир работал редактором в газете «İmpuls» («Импульс») и снова публиковал статьи под псевдонимом «İnqə bəy».
В 1993 году Али Насир был снова приговорен к восьми годам тюремного заключения за участие в Талыш-Муганской Автономной Республике. Народный депутат Матлаб Муталлибов обращался в соответствующие органы с просьбой освободить Али Насира, но не удалось. Али Насир продолжал писать стихи в тюрьме, за это время он написал три книги. Работы Али Насира богаты стихами, посвященными любви к родине, народу и исламу. Поэт всегда был на стороне правды и боролся за правду.
В 2001 году при содействии Европейского совета он был освобожден из тюрьмы и продолжил культурную деятельность. После смерти профессора Новрузали Мамедова, Али Насир был избран главой Талышского культурного центра в городе Баку и проделал большую работу в выпуске газеты «Толыши Садо» («Голос Талыша»). Трудился на должности руководителя Талышского культурного центра с 2009 года по 2013 год.
Песня Али Насира «Гилаво» («Южный ветер») и написанный им талышский гимн в его же исполнении завоевали всенародную любовь и признание.
В 2013 году в Южном Талыше при работе «Талышского культурного центра» из печати вышли первые книги из серии «Избранные произведения талышской культуры и литературы», в том числе сборника марсия Али Насира «Ғајби нидо». А 15 октября 2013 года в Гилянском университете в Реште прошла презентация перевода сборника.
В 2015 году, по инициативе талышских активистов в Республике Азербайджан на 1 мая была спланирована организация юбилея 60-ти летия Али Насира. Однако, азербайджанскими властями всем ресторанам в Баку и Ленкорани был наложен строгий запрет на проведение юбилея. Талышские активисты выразили свои возмущения по данному случаю, а Правление организации Союз Талышской Молодежи, функционирующей в Российской Федерации, приняло решение провести юбилей поэта в большом зале Московского дома национальностей. Это было своего рода скромным подарком от имени талышской молодежи и 15 мая 2015 года Али Насир принял участие на первом и единственном в своей жизни юбилее посредством видеосвязи из Баку. В 2015 году в честь юбилея Али Насира талышский поэт Джабраил Яхьяев написал стихотворение «Во глубине далёких лет».
1 февраля 2017 года Али Насир умер в городе Баку. Похоронен на кладбище в деревне Шилво, Ленкоранского района. В последние годы он жил в городе Баку. Али Насир являлся автором 12 книг. Несмотря на тяжелую затяжную болезнь он вплоть последних дней продолжал трудовую деятельность.
2 мая 2017 года в Московском доме национальностей состоялся вечер, посвященный дню рождения Али Насир организованный РОО «Талышское возрождение».
В марте 2018 года организацией «Союз талышской молодежи» был посвящен ролик светлой памяти поэта. Молодежь из разных стран мира и городов зачитала стихотворение Али Насира «Толыш киje?» («Кто такой талыш?») на талышском языке.

#### Стихотворения
- Boy bə Tolış (тал.) «Приходи в Талыш»
- Mını boçi şair zande, şinə mo? (тал.) «О мама, зачем меня поэтом родила?»
- Толыш киjе? (тал.) «Кто такой талыш?»
- Әвәсор (тал.) «Весна»
- Мәсдәни ки мәсдәни (тал.) «Не слышат меня, не слышат»
- Ey Ana Vətən (азерб.) «Эй, Родина-мать»
- Bu Talış torpağındadır (азерб.) «Это на Талышской земле»
- Ya ləzqo ruj ləzqi (лезг.) «Лезгинская девушка»
- Ləzqi stxa (лезг.) «Лезгинский мальчик»

#### Марсия
- Şedəbe (тал.) «Шли»
- Əbəlfəz (тал.) «Абальфаз»
- Ğəybo qıləy vanq omedə
- Əliəkbər oməy (тал.) «Алиакбар пришёл»